# 劉冠軍 (同治武進士)
劉冠軍，直隸望都縣（今河北省望都縣）人。清朝軍事將領，同武進士出身。
同治十年（1871年）中式辛未科三甲武進士，授藍翎侍衛。差滿外放，官至江西廣昌營都司。